# Бертолт Брехт (награда)
Литературната награда „Бертолт Брехт“ (на немски: Bertolt-Brecht-Literaturpreis) е учредена през 1995 г. от град Аугсбург, родното място на Бертолт Брехт.
Отличието получават лица, „които в литературното си творчество разглеждат критично проблемите на съвременността“.
Наградата се присъжда на всеки три години и е в размер на 15 000 €.

## Носители на наградата (подбор)
- Франц Ксавер Крьоц (1995)
- Роберт Гернхарт (1998)
- Урс Видмер (2001)
- Кристоф Рансмайр (2004)
- Деа Лоер (2006)
- Алберт Остермайер (2010)
- Инго Шулце (2013)
- Зилке Шойерман (2016)
- Нино Харатишвили (2018)